# Premio Fermat
Il premio Fermat per la matematica è un premio che viene attribuito per risultati notevoli in quei campi di cui Pierre de Fermat è stato un precursore:
- Calcolo delle variazioni
- Fondamenti della probabilità e della geometria analitica
- Teoria dei numeri

Il premio fu creato nel 1989 e viene consegnato ogni due anni nella città di Tolosa dall'Institut de Mathématiques de Toulouse.

## Lista dei premiati
- 1989
Abbas Bahri (per l'introduzione di nuovi metodi nel calcolo delle variazioni)
Kenneth Ribet (per i contributi alla teoria dei numeri e all'Ultimo teorema di Fermat)
- 1991
Jean-Louis Colliot-Thélène (per il lavoro in teoria dei numeri e sulle varietà razionali, in collaborazione con Jean-Jacques Sansuc)
- 1993
Jean-Michel Coron (per i contributi allo studio dei problemi variazionali e della teoria del controllo)
- 1995
Andrew Wiles (per il lavoro sulla congettura di Shimura-Taniyama-Weil, che ha portato alla dimostrazione dell'Ultimo teorema di Fermat)
- 1997
Michel Talagrand (per i fondamentali contributi in vari campi della probabilità)
- 1999
Fabrice Béthuel e Frédéric Hélein (per gli importanti contributi alla teoria del calcolo variazionale, con ricadute in fisica e in geometria)
- 2001
Richard Taylor (per i contributi allo studio dei collegamenti tra le rappresentazioni di Galois e le forme automorfe)
Wendelin Werner (per il lavoro sugli esponenti di intersezione del moto browniano e il loro impatto in fisica teorica)
- 2003
Luigi Ambrosio (per gli impressionanti contributi al calcolo delle variazioni e alla teoria della misura, e il loro collegamento con le equazioni alle derivate parziali)
- 2005
Pierre Colmez (per i contributi allo studio delle L-funzioni e delle rappresentazioni di Galois p-adiche)
Jean-François Le Gall (per i contributi all'analisi fine del moto browniano planare, l'invenzione del serpente browniano e la sua applicazione allo studio delle equazioni alle derivate parziali non lineari)
- 2007
Chandrashekhar Khare (per la dimostrazione, insieme a Jean-Pierre Winterberger) della congettura della modularità di Serre in teoria dei numeri)
- 2009
Elon Lindenstrauss (per i contributi alla teoria ergodica e l'applicazione alla teoria dei numeri)
Cédric Villani (per i contributi alla teoria del trasporto ottimo e gli studi delle equazioni di evoluzione non lineari)
- 2011
Manjul Bhargava (per il lavoro su varie generalizzazioni delle stime di Davenport-Heilbronn e i recenti risultati (con Arul Shankar) sul rango medio delle curve ellittiche)
Igor Rodnianski (per i fondamentali contributi allo studio delle equazioni della relatività generale e della propagazione della luce sulle curve spazio-temporali (in collaborazione con Mihalis Dafermos, Sergiu Klaineman, Hans Lindblad)
- 2013
Camillo De Lellis (per i fondamentali contributi (in collaborazione con László Székelyhidi) alla congettura di Onsager sulle soluzioni dissipative dell'equazione di Eulero, e il lavoro sulla regolarità delle superfici minime)
Martin Hairer (per i contributi all'analisi delle equazioni alle derivate parziali stocastiche, specialmente per la regolarità delle loro soluzioni e la convergenza all'equilibrio)
- 2015
Laure Saint-Raymond (per lo sviluppo delle teorie asintotiche delle equazioni alle derivate parziali, inclusi i limiti fluidi dei flussi rarefatti, l'analisi multiscala nelle equazioni della fisica dei plasmi e la modellazione oceanica, e la derivazione dell'equazione di Boltzmann dei sistemi di particelle interagenti)
Peter Scholze (per l'invenzione degli spazi perfettoidi e le loro applicazioni a problemi fondamentali di geometria algebrica e alla teoria delle forme automorfe)
- 2017
Simon Brendle (per i numerosi e profondi risultati in analisi geometrica, riguardanti equazioni alle derivate parziali di tipo ellittico, parabolico e iperbolico, in particolare per la sua elegante dimostrazione della congettura di Lawson; per la caratterizzazione dei solitoni del flusso di Ricci e del flusso per curvatura media in tre dimensioni; per gli importanti contributi (in collaborazione con Gerhard Huisken) all'analisi del flusso per curvatura media delle superfici a curvatura media positiva in varietà tridimensionali)
Nader Masmoudi (per l'importante, profondo e creativo lavoro nell'analisi delle equazioni a derivate parziali non lineari, in particolare per i recenti contributi alla soluzione completa e rigorosa dei problemi di stabilità idrodinamica sollevati alla fine del XIX secolo dai padri fondatori della moderna meccanica dei fluidi)